# フルンロー
フルンロー（オランダ語: Groenlo [ˈɣrunloː] ( 音声ファイル)）は、オランダ東部のヘルダーラント州にある都市。アハテルフク（後背地）と呼ばれる、ドイツ国境地帯に位置する。以前はひとつのヘメーンテ（基礎自治体）であったが、2005年1月1日にリハテンフォールデと合併し、2006年5月19日にオースト・ヘルレと改称された。人口は、ズウォレ地区を含めて1万67人（2007年1月1日）。Grolle、Groll、Grol などの表記もみられる。
1615年創業のビール醸造所のグロールシュ（「フロルから」の意）で知られるが、2004年にブケローへ移転した。グロールシュは季節限定のものを含むさまざまな地ビールを醸造しており、それらは世界各地に輸出されている。

## 歴史

フルンローの旧紋章

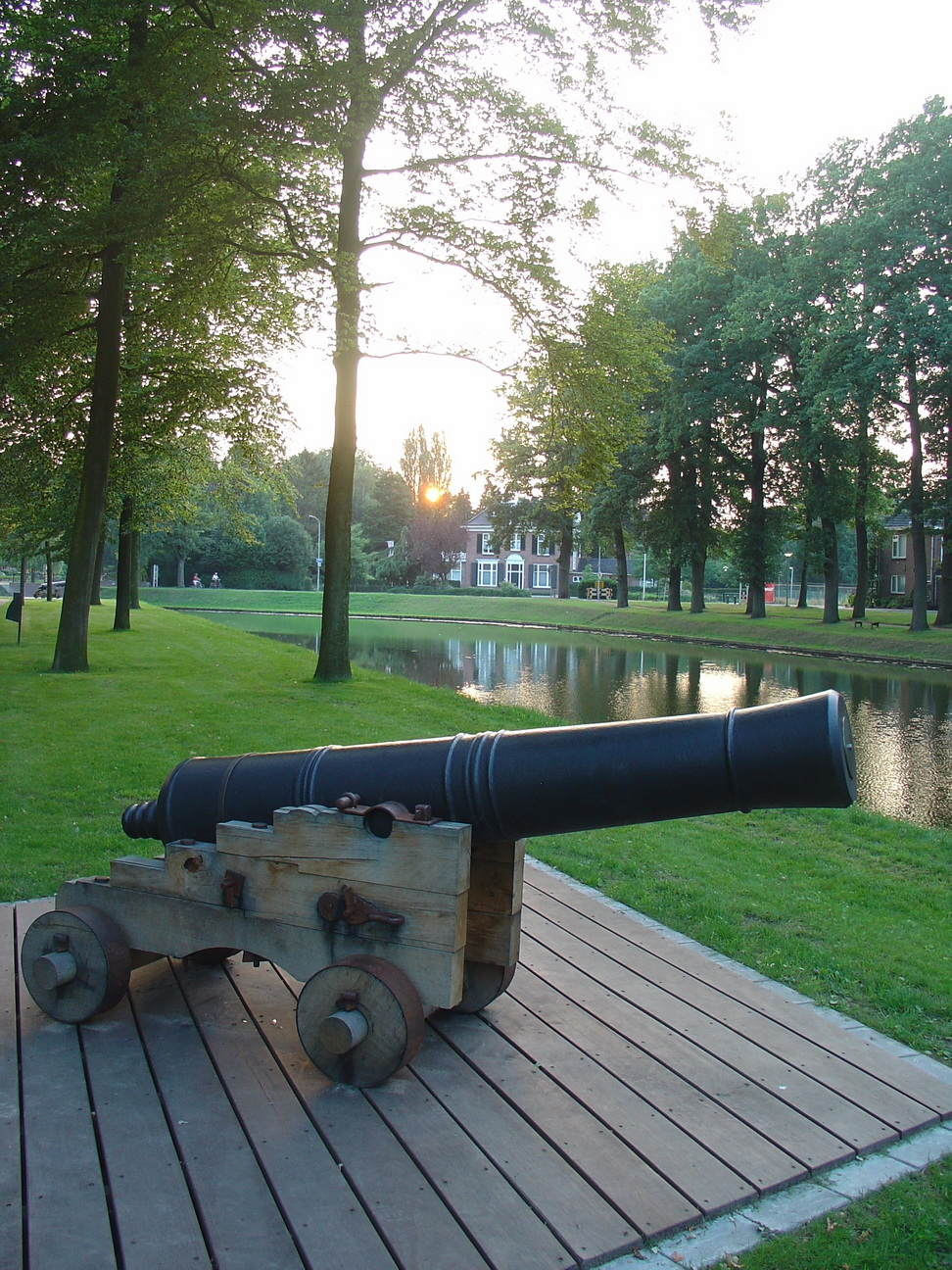
運河のほとりに置かれた大砲

フルンローの起源は7世紀初めにさかのぼる。地名は近くの緑の木（groen は「緑」、lo は「森」を意味する）に由来するとされている。そのため、旧紋章には緑の木があしらわれていた。ヘルダーラント公国のボルクロの飛び地となり、1277年12月2日にズトフェン方伯レイナウト1世から都市権を取得した。市参事会は市長2名と助役4名の6名からなっていた。市の裁判記録はほとんど残っていない。
1406年、フルンローはミュンスター司教領に編入された。まちはドイツ＝オランダ間の貿易の中心地となり、さまざまな業種のギルドが結成された。16世紀から17世紀には強固な砦を有し、八十年戦争で幾度となく包囲された。市内にはいまも、守りに特化した運河やこの時代の堡塁跡がある。
1597年にオラニエ公マウリッツに攻略されたが、1606年にアンブロジオ・スピノラ率いるスペイン軍が奪還した。1627年のオラニエ公フレデリック・ヘンドリックによる包囲と陥落は、フルンローの歴史上最も重要な出来事のひとつであり、その影響は市内の街路や施設の名称からうかがい知ることができる。例えば、旧市街には「フレデリック・ヘンドリック」と「ヘット・ベレフ・ファン・フロル」（フロルの包囲）という二軒の料理屋がある。八十年戦争の戦闘を再現する催しは、毎回大勢の観客を動員する。また、広範にわたる観光計画の一環として、堡塁が復元されたが、そのさい多くの巨樹を伐採したことが地元、ひいては全国ネットのテレビ番組で物議をかもした。観光はフルンローにとって、重要な産業のひとつである。
フルンローはその血塗られた歴史のなかでかなりの時期スペインの支配下にあったが、その名残はいまもみられる。プロテスタントが優勢なこの地方にあって、住民のほとんどはカトリック信者で、謝肉祭や「ケルミス」といったカトリックの伝統行事が例外的に行われている。

## ギャラリー

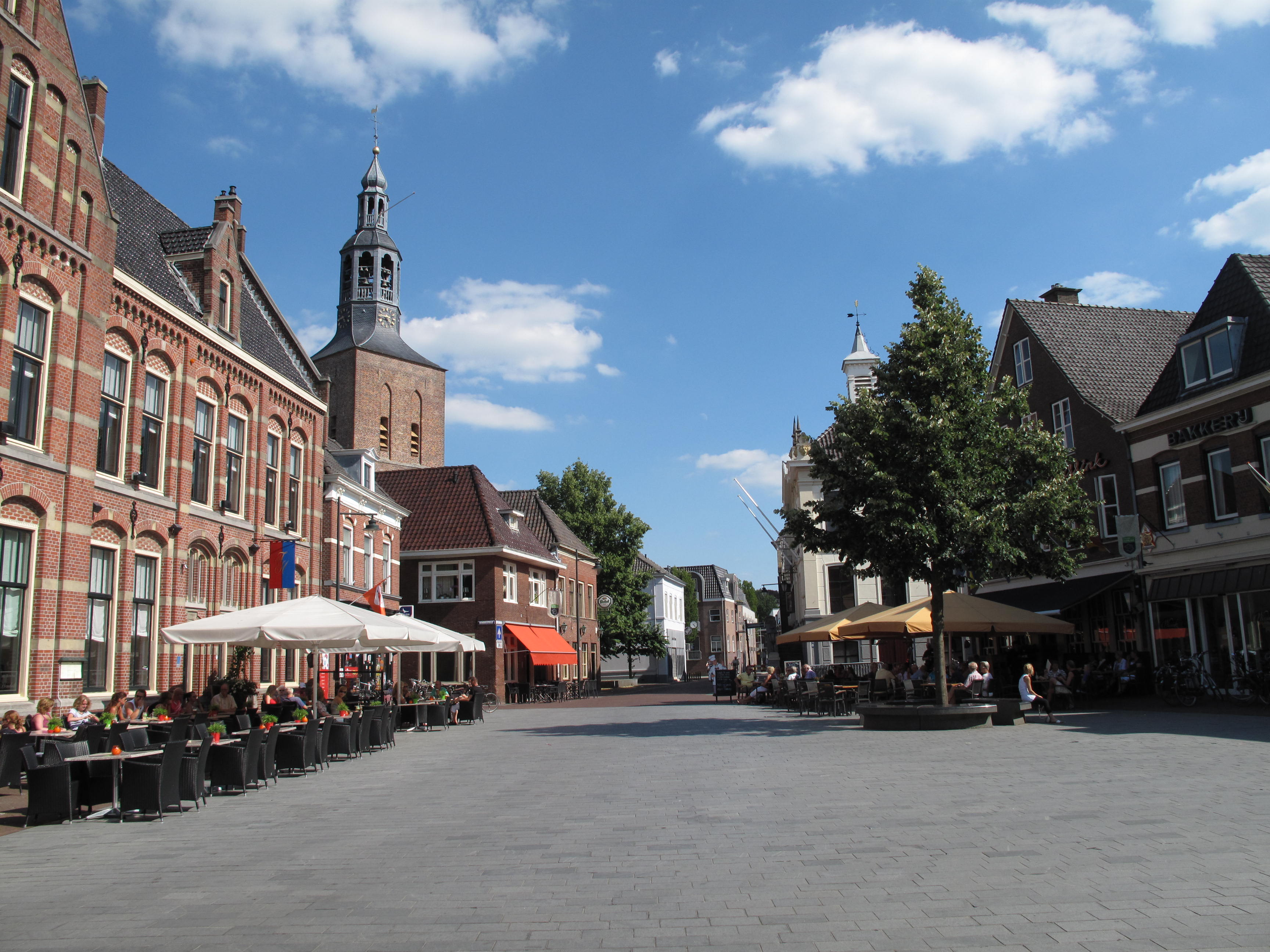
市内の通り
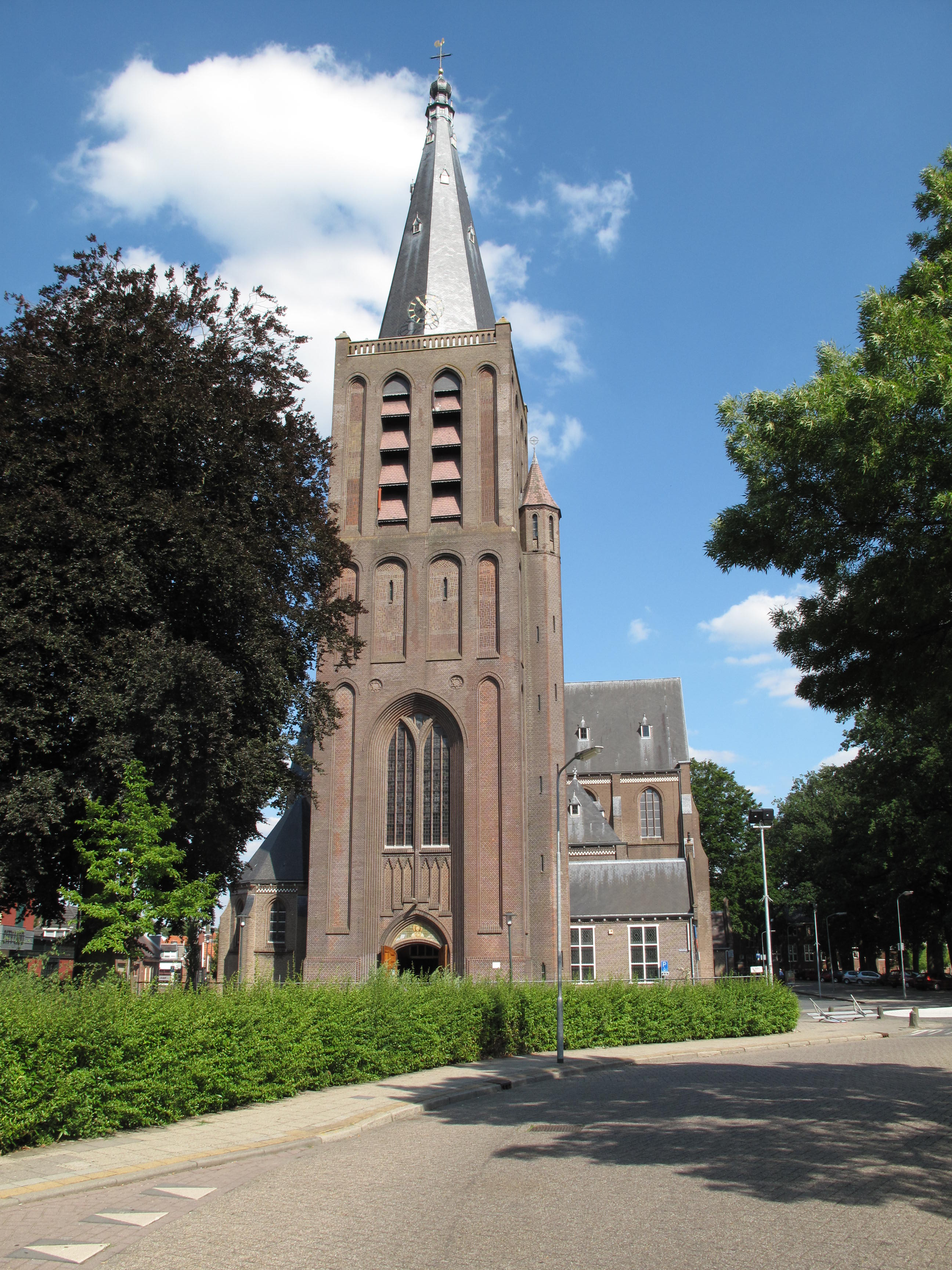
教会
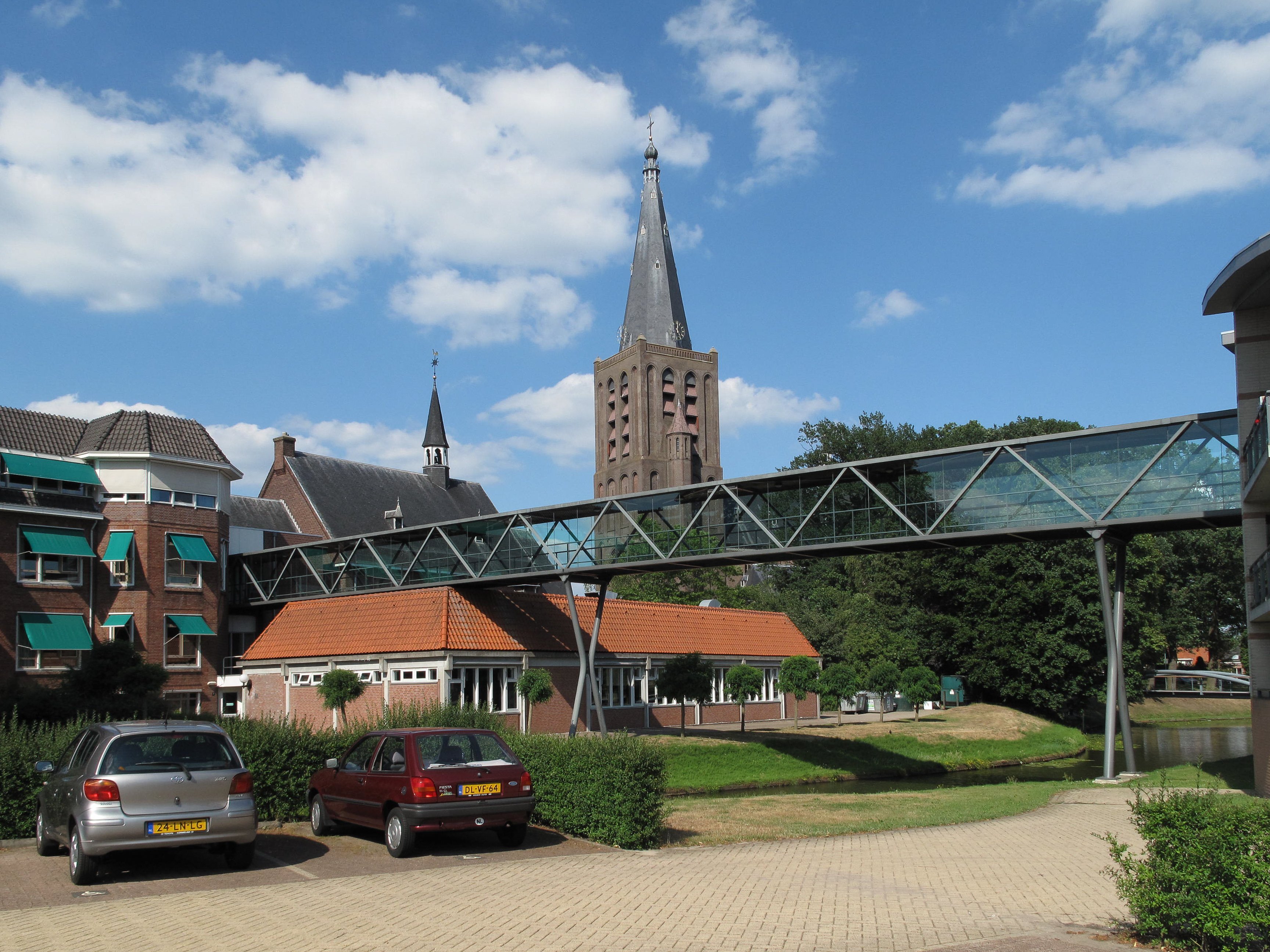
二軒の教会
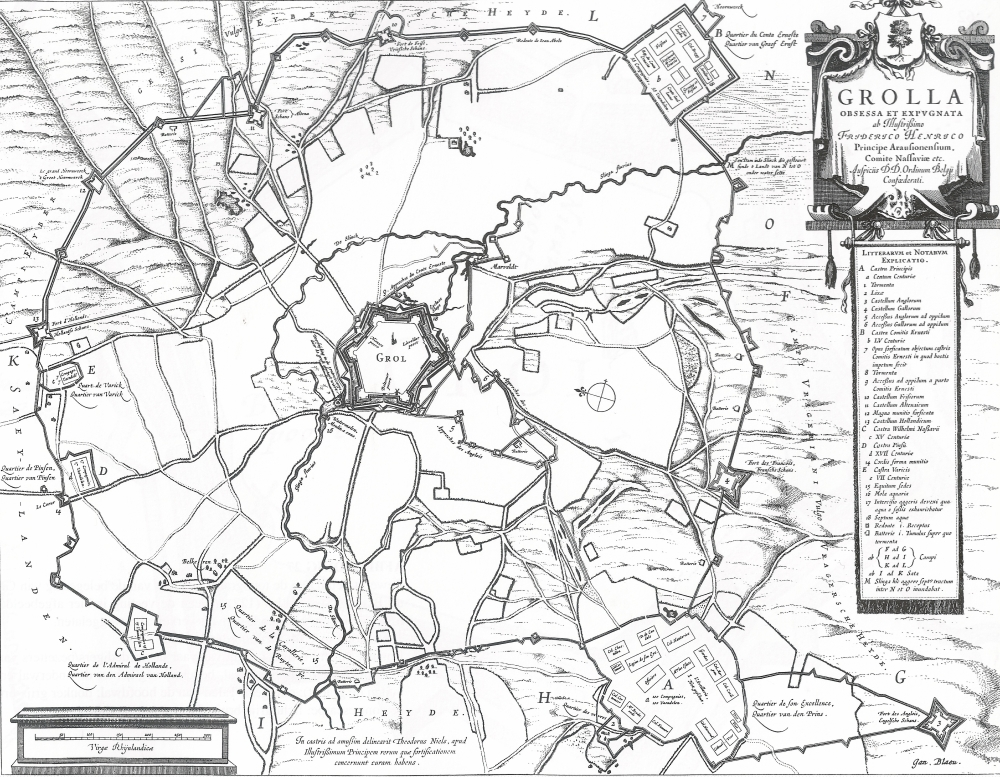
1627年の包囲戦
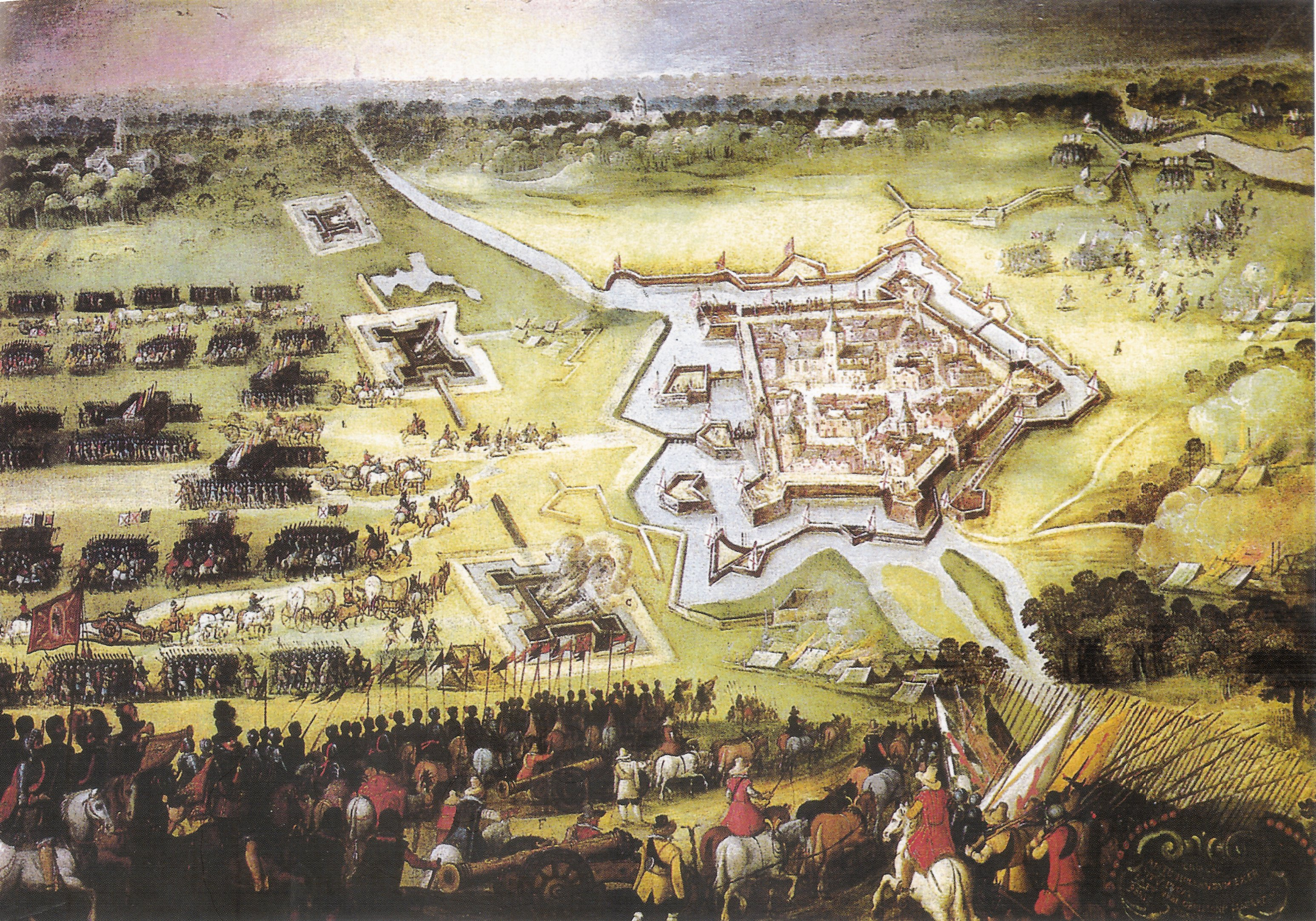
1606年11月9日の包囲戦（作：ピーテル・スネイエルス）

座標: 北緯52度03分 東経6度37分 / 北緯52.050度 東経6.617度